# Equècrates (filòsof)
Equècrates (en grec antic Ἐχεκράτης) va ser un filòsof grec de l'escola de Pitàgores, nascut a Fliunt segons Diògenes Laerci i contemporani de Plató, que l'esmenta en el llibre Fedó. Equècrates troba a Fedó, el personatge que dona nom al diàleg, un temps després de la mort de Sòcrates i li demana que li expliqui la història de les últimes hores del famós filòsof ajusticiat. La major part de la resta del diàleg l'ocupa l'explicació de Fedó, encara que Equècrates l'interromp diverses vegades per fer preguntes rellevants i per reconduir la discussió. També el cita Ciceró, i Aristoxen de Tàrent diu que era deixeble de Filolau de Crotona i d'Eurit.